# ترئون
ترئون (به فرانسوی: Tréon) یک کمون در فرانسه است که در Canton of Dreux-Sud واقع شده‌است.

## خصوصیات
ترئون ۱۰٫۹۳ کیلومترمربع مساحت و ۱٬۳۳۳ نفر جمعیت دارد و ۱۰۸ متر بالاتر از سطح دریا واقع شده‌است.

## خواهرخوانده
شهر باد لیبن‌اشتاین خواهرخواندهٔ ترئون هست.